# Joel Douglas
Joel Douglas (Los Angeles, 23 gennaio 1947) è un produttore cinematografico statunitense.

## Biografia
Secondo figlio di Kirk e Diana Douglas, nacque il giorno dopo il 24º compleanno della madre. I suoi nonni paterni erano immigranti ebrei da Homel' in Bielorussia (all'epoca parte dell'Impero russo). Sua madre era del Devonshire, il nonno materno di Douglas, il tenente colonnello Thomas Melville Dill, era il procuratore generale delle Bermuda e comandante della Bermuda Militia Artillery. Ha un fratello, Michael Douglas, attore e produttore cinematografico e due fratellastri, Peter Vincent ed Eric, avuti dal padre in seconde nozze.

## Carriera
Joel Douglas non ha seguito le orme del padre e del fratello maggiore nella recitazione, scegliendo di lavorare dietro la macchina da presa e producendo diversi film negli anni settanta e ottanta. Gran parte del lavoro di Douglas si è incentrato su progetti che hanno coinvolto la sua famiglia, come coproduttore de Il gioiello del Nilo e All'inseguimento della pietra verde, come assistente alla regia del film Qualcuno volò sul nido del cuculo e nel 2003, in qualità di produttore associato di Vizio di famiglia.

## Vita privata
Joel Douglas si è sposato quattro volte. La sua prima moglie fu Susan Jorgensen, che sposò nel 1968. Sposò Judith Corso nel 1975, poi Patricia Reid-Douglas nel 1986. Il suo matrimonio più recente con Jo Ann Savitt, che ha sposato il 2 febbraio 2004, è durato fino alla sua morte il 21 novembre 2013.